# Segretario di Stato per la salute e l'assistenza sociale
Il Segretario di Stato principale di Sua Maestà per la salute e l'assistenza sociale (Segretario per la salute) è una posizione ministeriale a livello del Gabinetto del Regno Unito responsabile del Dipartimento della salute e dell'assistenza sociale e del National Health Service (Servizio Sanitario Nazionale - NHS). Dalla devoluzione nel 1999, la responsabilità del titolare di questo dipartimento esecutivo per il servizio sanitario nazionale è principalmente limitata al servizio sanitario in Inghilterra, con le sue controparti in Scozia e Galles responsabili del servizio sanitario in queste due Home Nations. Prima della devoluzione, i Segretari di Stato per la Scozia e il Galles avevano le rispettive responsabilità, ma il Dipartimento della Salute aveva un ruolo più importante nel coordinamento della politica sanitaria in Gran Bretagna. I servizi sanitari nell'Irlanda del Nord hanno sempre avuto accordi separati dal resto del Regno Unito e sono attualmente sotto la responsabilità del Ministro della sanità dell'Esecutivo dell'Irlanda del Nord.

## Elenco dei segretari

### Presidente del Board of Health (1848–1858)
| Nome | Nome                                             | Immagine                                         | In carica                                        | In carica                                        | Partito                                          | Primo ministro | Primo ministro                    |
| --- | ------------------------------------------------ | ------------------------------------------------ | ------------------------------------------------ | ------------------------------------------------ | ------------------------------------------------ | -------------- | --------------------------------- |
| Come Primo commissario per i boschi e le foreste | Come Primo commissario per i boschi e le foreste | Come Primo commissario per i boschi e le foreste | Come Primo commissario per i boschi e le foreste | Come Primo commissario per i boschi e le foreste | Come Primo commissario per i boschi e le foreste |                | Lord John Russell                 |
| | Il conte di Carlisle                             |                                                  | 1848                                             | 17 aprile 1849                                   | Whig                                             |                | Lord John Russell                 |
| | Lord Seymour                                     |                                                  | 17 aprile 1849                                   | 1º agosto 1851                                   | Whig                                             |                | Lord John Russell                 |
| Come Primo commissario del lavoro |                                                  |                                                  |                                                  |                                                  |                                                  |                | Lord John Russell                 |
| | Lord Seymour                                     |                                                  | 1º agosto 1851                                   | 21 febbraio 1852                                 | Whig                                             |                | Lord John Russell                 |
| | Lord John Manners                                |                                                  | 4 marzo 1852                                     | 17 dicembre 1852                                 | Conservatore                                     |                | Il conte di Derby                 |
| | Sir William Molesworth, Bt                       |                                                  | 5 gennaio 1853                                   | 14 ottobre 1854                                  | Radicali                                         |                | Il conte di Aberdeen (Coalizione) |
| Presidente del Consiglio della salute |                                                  |                                                  |                                                  |                                                  |                                                  |                | Il conte di Aberdeen (Coalizione) |
| | Sir Benjamin Hall, Bt                            |                                                  | 14 ottobre 1854                                  | 13 agosto 1855                                   | Whig                                             |                | Il conte di Aberdeen (Coalizione) |
| | Sir Benjamin Hall, Bt                            | Il visconte Palmerston                           | 14 ottobre 1854                                  | 13 agosto 1855                                   | Whig                                             |                |                                   |
| | William Cowper                                   |                                                  | 13 agosto 1855                                   | 9 febbraio 1857                                  | Whig                                             |                |                                   |
| | William Monsell                                  |                                                  | 9 febbraio 1857                                  | 24 settembre 1857                                | Whig                                             |                |                                   |
| | William Cowper                                   |                                                  | 24 settembre 1857                                | 21 febbraio 1858                                 | Whig                                             |                |                                   |
| | Charles Adderley                                 |                                                  | 8 marzo 1858                                     | 1º settembre 1858                                | Conservatore                                     |                | Il conte di Derby                 |
| Il Consiglio della salute è abolito nel 1858; responsabilità trasferite al Consiglio privato (1858–1871), e successivamente al Consiglio del governo locale (1871–1919). |                                                  |                                                  |                                                  |                                                  |                                                  |                |                                   |
| |                                                  |                                                  |                                                  |                                                  |                                                  |                |                                   |

### Ministro della salute (1919–1968)
| Nome                                                                      | Nome                          | Immagine                                                         | In carica         | In carica                            | Partito            | Primo ministro | Primo ministro                                                       |
| ------------------------------------------------------------------------- | ----------------------------- | ---------------------------------------------------------------- | ----------------- | ------------------------------------ | ------------------ | -------------- | -------------------------------------------------------------------- |
|                                                                           | Dr Christopher Addison        |                                                                  | 24 giugno 1919    | 1 aprile 1921                        | Liberale           |                | David Lloyd George (Coalizione)                                      |
|                                                                           | Sir Alfred Mond, Bt           |                                                                  | 1 aprile 1921     | 19 ottobre 1922                      | Liberale           |                | David Lloyd George (Coalizione)                                      |
|                                                                           | Sir Arthur Griffith-Boscawen  |                                                                  | 24 ottobre 1922   | 7 marzo 1923 (Seggio perso nel 1922) | Conservatore       |                | Bonar Law                                                            |
|                                                                           | Neville Chamberlain           |                                                                  | 7 marzo 1923      | 27 agosto 1923                       | Conservatore       |                | Bonar Law                                                            |
|                                                                           | Neville Chamberlain           | Stanley Baldwin                                                  | 7 marzo 1923      | 27 agosto 1923                       | Conservatore       |                |                                                                      |
|                                                                           | Sir William Joynson-Hicks, Bt |                                                                  | 27 agosto 1923    | 22 gennaio 1924                      | Conservatore       |                |                                                                      |
|                                                                           | John Wheatley                 |                                                                  | 22 gennaio 1924   | 3 novembre 1924                      | Laburista          |                | Ramsay MacDonald                                                     |
|                                                                           | Neville Chamberlain           |                                                                  | 6 novembre 1924   | 4 giugno 1929                        | Conservatore       |                | Stanley Baldwin                                                      |
|                                                                           | Arthur Greenwood              |                                                                  | 7 giugno 1929     | 24 agosto 1931                       | Laburista          |                | Ramsay MacDonald                                                     |
|                                                                           | Neville Chamberlain           |                                                                  | 25 agosto 1931    | 5 novembre 1931                      | Conservatore       |                | Ramsay MacDonald (I governo nazionale; II secondo governo nazionale) |
|                                                                           | Sir Hilton Young              |                                                                  | 5 novembre 1931   | 7 giugno 1935                        | Conservatore       |                | Ramsay MacDonald (I governo nazionale; II secondo governo nazionale) |
|                                                                           | Sir Kingsley Wood             |                                                                  | 7 giugno 1935     | 16 maggio 1938                       | Conservatore       |                | Stanley Baldwin (III governo nazionale)                              |
|                                                                           | Sir Kingsley Wood             | Neville Chamberlain (IV governo nazionale; Coalizione di guerra) | 7 giugno 1935     | 16 maggio 1938                       | Conservatore       |                |                                                                      |
|                                                                           | Dr Walter Elliot              |                                                                  | 16 maggio 1938    | 13 maggio 1940                       | Unionista          |                |                                                                      |
|                                                                           | Malcolm MacDonald             |                                                                  | 13 maggio 1940    | 8 febbraio 1941                      | Nazional Laburista |                | Winston Churchill (Colazione di guerra; Governo dimissionario)       |
|                                                                           | Ernest Brown                  |                                                                  | 8 febbraio 1941   | 11 novembre 1943                     | Liberale Nazionale |                | Winston Churchill (Colazione di guerra; Governo dimissionario)       |
|                                                                           | Henry Willink                 |                                                                  | 11 novembre 1943  | 26 luglio 1945                       | Conservatore       |                | Winston Churchill (Colazione di guerra; Governo dimissionario)       |
|                                                                           | Aneurin Bevan                 |                                                                  | 3 agosto 1945     | 17 gennaio 1951                      | Laburista          |                | Clement Attlee                                                       |
|                                                                           | Hilary Marquand               |                                                                  | 17 gennaio 1951   | 26 ottobre 1951                      | Laburista          |                | Clement Attlee                                                       |
|                                                                           | Harry Crookshank              |                                                                  | 30 ottobre 1951   | 7 maggio 1952                        | Conservatore       |                | Sir Winston Churchill                                                |
|                                                                           | Iain Macleod                  |                                                                  | 7 maggio 1952     | 20 dicembre 1955                     | Conservatore       |                | Sir Winston Churchill                                                |
|                                                                           | Iain Macleod                  | Sir Anthony Eden                                                 | 7 maggio 1952     | 20 dicembre 1955                     | Conservatore       |                |                                                                      |
|                                                                           | Robin Turton                  |                                                                  | 20 dicembre 1955  | 16 gennaio 1957                      | Conservatore       |                |                                                                      |
|                                                                           | Dennis Vosper                 |                                                                  | 16 gennaio 1957   | 17 settembre 1957                    | Conservatore       |                | Harold Macmillan                                                     |
|                                                                           | Derek Walker-Smith            |                                                                  | 17 settembre 1957 | 27 luglio 1960                       | Conservatore       |                | Harold Macmillan                                                     |
|                                                                           | Enoch Powell                  |                                                                  | 27 luglio 1960    | 20 ottobre 1963                      | Conservatore       |                | Harold Macmillan                                                     |
|                                                                           | Anthony Barber                |                                                                  | 20 ottobre 1963   | 16 ottobre 1964                      | Conservatore       |                | Sir Alec Douglas-Home                                                |
|                                                                           | Kenneth Robinson              |                                                                  | 18 ottobre 1964   | 1 novembre 1968                      | Laburista          |                | Harold Wilson                                                        |
| La funzione si è fusa con il Ministero della previdenza sociale nel 1968. |                               |                                                                  |                   |                                      |                    |                |                                                                      |
|                                                                           |                               |                                                                  |                   |                                      |                    |                |                                                                      |

### Segretario di Stato per la salute e i servizi sociali (1968–1988)
| Immagine | Immagine                                    | Nome                                              | In carica       | In carica         | Partito | Partito      | Primo ministro    |
| --- | ------------------------------------------- | ------------------------------------------------- | --------------- | ----------------- | ------- | ------------ | ----------------- |
| |                                             | Richard Crossman Deputato per Coventry East       | 1 novembre 1968 | 19 giugno 1970    |         | Laburista    | Harold Wilson     |
| |                                             | Sir Keith Joseph Deputato per Leeds North East    | 20 giugno 1970  | 4 marzo 1974      |         | Conservatore | Edward Heath      |
| |                                             | Barbara Castle Deputata per Blackburn             | 5 marzo 1974    | 8 aprile 1976     |         | Laburista    | Harold Wilson     |
| | David Ennals Deputato per Norwich North     | 8 aprile 1976                                     | 4 maggio 1979   | James Callaghan   |         | Laburista    |                   |
| |                                             | Patrick Jenkin Deputato per Wanstead and Woodford | 5 maggio 1979   | 14 settembre 1981 |         | Conservatore | Margaret Thatcher |
| | Norman Fowler Deputato per Sutton Coldfield | 14 settembre 1981                                 | 13 giugno 1987  |                   |         | Conservatore | Margaret Thatcher |
| | John Moore Deputato per Croydon Central     | 13 giugno 1987                                    | 25 luglio 1988  |                   |         | Conservatore | Margaret Thatcher |
| Funzione divisa nel Segretario di Stato per la sicurezza sociale e nel Segretario di Stato per la salute nel 1988. |                                             |                                                   |                 |                   |         |              |                   |

### Segretario di Stato per la salute (1988–2018)
| Immagine | Immagine                                                                    | Nome                                             | In carica      | In carica                    | Partito | Partito      | Primo ministro    |
| -------- | --------------------------------------------------------------------------- | ------------------------------------------------ | -------------- | ---------------------------- | ------- | ------------ | ----------------- |
|          |                                                                             | Kenneth Clarke Deputato per Rushcliffe           | 25 luglio 1988 | 2 novembre 1990              |         | Conservatore | Margaret Thatcher |
|          | William Waldegrave Deputato per Bristol West                                | 2 novembre 1990                                  | 10 aprile 1992 | Margaret Thatcher John Major |         | Conservatore |                   |
|          | Virginia Bottomley Deputata per South West Surrey                           | 10 aprile 1992                                   | 5 luglio 1995  | John Major                   |         | Conservatore |                   |
|          | Stephen Dorrell Deputato per Loughborough, poi Charnwood                    | 5 luglio 1995                                    | 2 maggio 1997  | John Major                   |         | Conservatore |                   |
|          |                                                                             | Frank Dobson Deputato per Holborn and St Pancras | 3 maggio 1997  | 11 ottobre 1999              |         | Laburista    | Tony Blair        |
|          | Alan Milburn Deputato per Darlington                                        | 11 ottobre 1999                                  | 13 giugno 2003 |                              |         | Laburista    | Tony Blair        |
|          | John Reid Deputato per Hamilton North and Bellshill, poi Airdrie and Shotts | 13 giugno 2003                                   | 6 maggio 2005  |                              |         | Laburista    | Tony Blair        |
|          | Patricia Hewitt Deputata per Leicester West                                 | 6 maggio 2005                                    | 27 giugno 2007 |                              |         | Laburista    | Tony Blair        |
|          | Alan Johnson Deputato per Kingston upon Hull West and Hessle                | 28 giugno 2007                                   | 5 giugno 2009  | Gordon Brown                 |         | Laburista    |                   |
|          | Andy Burnham Deputato per Leigh                                             | 5 giugno 2009                                    | 11 maggio 2010 | Gordon Brown                 |         | Laburista    |                   |
|          |                                                                             | Andrew Lansley Deputato per South Cambridgeshire | 11 maggio 2010 | 4 settembre 2012             |         | Conservatore | David Cameron     |
|          | Jeremy Hunt Deputato per South West Surrey                                  | 4 settembre 2012                                 | 8 gennaio 2018 | David Cameron Theresa May    |         | Conservatore |                   |

### Segretario di Stato per la salute e l'assistenza sociale (dal 2018)
| Immagine | Immagine                                               | Nome                                       | In carica        | In carica                 | Partito | Partito      | Primo ministro |
| -------- | ------------------------------------------------------ | ------------------------------------------ | ---------------- | ------------------------- | ------- | ------------ | -------------- |
|          |                                                        | Jeremy Hunt Deputato per South West Surrey | 8 gennaio 2018   | 9 luglio 2018             |         | Conservatore | Theresa May    |
|          | Matt Hancock Deputato per West Suffolk                 | 9 luglio 2018                              | 26 giugno 2021   | Theresa May Boris Johnson |         | Conservatore |                |
|          | Sajid Javid Deputato per Bromsgrove                    | 26 giugno 2021                             | 5 luglio 2022    | Boris Johnson             |         | Conservatore |                |
|          | Stephen Barclay Deputato per North East Cambridgeshire | 5 luglio 2022                              | 6 settembre 2022 | Boris Johnson             |         | Conservatore |                |
|          | Thérèse Coffey Deputata per Suffolk Coastal            | 6 settembre 2022                           | 25 ottobre 2022  | Liz Truss                 |         | Conservatore |                |
|          | Stephen Barclay Deputato per North East Cambridgeshire | 25 ottobre 2022                            | 13 novembre 2023 | Rishi Sunak               |         | Conservatore |                |
|          | Victoria Atkins Deputata per Louth and Horncastle      | 13 novembre 2023                           | 5 luglio 2024    | Rishi Sunak               |         | Conservatore |                |
|          |                                                        | Wes Streeting Deputato per Ilford North    | 5 luglio 2024    | in carica                 |         | Laburista    | Keir Starmer   |